# Modulation de fréquence
 (avril 2012).
Pour les articles homonymes, voir modulation et fréquence (homonymie).

Illustration de modulation en amplitude et en fréquence.

La modulation de fréquence ou MF (FM en anglais) est un mode de modulation consistant à transmettre un signal par la modulation de la fréquence d'un signal porteur (porteuse).
On parle de modulation de fréquence par opposition à la modulation d'amplitude. En modulation de fréquence, l'information est portée par une modification de la fréquence de la porteuse, et non par une variation d'amplitude. La modulation de fréquence est plus robuste que la modulation d'amplitude pour transmettre un message dans des conditions difficiles (atténuation et bruit importants).
Pour des signaux numériques, on utilise une variante appelée modulation par déplacement de fréquence, ou, en anglais, frequency-shift keying (FSK). La FSK utilise un nombre limité de fréquences discrètes.

## Historique
La modulation de fréquence (FM) a été développée dans les années 1930 par Edwin Armstrong, un ingénieur électronique américain ; il a breveté la technique en 1933. La FM a résolu certains problèmes de la  modulation d'amplitude en modulant la fréquence du signal radio plutôt que son amplitude. Cela a permis d'obtenir une qualité sonore supérieure et une réception plus stable.
La popularité de la FM a augmenté dans les années 1950 et 1960, lorsque la musique populaire est devenue de plus en plus importante sur les ondes. La FM était mieux adaptée à la diffusion de la musique en haute qualité, ce qui a conduit à l'essor de la radio FM et à la baisse de l'utilisation des radios AM.

## Exemples d’application
La modulation de fréquence est très largement utilisée, en particulier dans le domaine des télécommunications. Entre autres applications, on peut citer :
- certains modems (modulateur-demodulateur) bas débit utilisent la modulation de fréquence
- les radios de la « bande FM » émettent, comme leur nom l'indique, en modulation de fréquence (sur la bande VHF II)
- la synthèse FM, procédé musical de création de sons par modulations de fréquences entre plusieurs oscillateurs électroniques, à l'origine du légendaire synthétiseur DX7 de Yamaha, et plus récemment de divers synthétiseurs logiciels comme les FM7 et FM8 de Native Instruments ou l'Operator d'Ableton
- les téléphones analogiques utilisent une technique apparentée pour composer les numéros : chaque chiffre est codé par l'émission simultanée d'une combinaison de deux fréquences (parmi 8) pour former un code DTMF. Il s'agit d'une variante de modulation FSK qui utilise plus de deux fréquences

## Théorie

### Cas général
Notons {\displaystyle x_{\mathrm {m} }(t),} le signal à transmettre, d’amplitude limitée telle que :
{\displaystyle |x_{\mathrm {m} }(t)|\leq 1.}
Notons {\displaystyle x_{\mathrm {p} }} la porteuse sinusoïdale :
{\displaystyle x_{\mathrm {p} }(t)=A_{p}\cos(2\pi f_{\mathrm {p} }t),}
Avec :
- {\displaystyle f_{p}}, la fréquence de la porteuse en hertz ;
- {\displaystyle A_{p}}, l’amplitude de la porteuse.

Le signal modulé en fréquence est alors le suivant :
{\displaystyle y(t)=A_{p}\cos \!\left(2\pi \int _{0}^{t}f(\tau )\,d\tau \right)}
Avec {\displaystyle f} représentant la fréquence instantanée de l'oscillateur (qui varie avec l'entrée du modulateur). Elle peut s’exprimer en fonction de la déviation en fréquence {\displaystyle f_{\Delta }}, c’est-à-dire la déviation maximale par rapport à la fréquence de la porteuse {\displaystyle f_{\mathrm {p} }} (pour {\displaystyle x_{\mathrm {m} }(t)} limité à l’intervalle [−1, 1]) :
{\displaystyle f(t)=f_{\mathrm {p} }+f_{\Delta }x_{\mathrm {m} }(t)}.
Le signal
{\displaystyle {\begin{aligned}y(t)&=A_{p}\cos \!\left(2\pi \int _{0}^{t}f(\tau )\,d\tau \right)\\&=A_{p}\cos \!\left(2\pi \int _{0}^{t}\left[f_{\mathrm {p} }+f_{\Delta }x_{\mathrm {m} }(\tau )\right]\,d\tau \right)\\&=A_{p}\cos \!\left(2\pi f_{\mathrm {p} }t+2\pi f_{\Delta }\int _{0}^{t}x_{\mathrm {m} }(\tau )\,d\tau \right)\\\end{aligned}}}
Remarque
Bien qu'à première vue on puisse imaginer que les fréquences soient limitées à l'intervalle {\displaystyle f_{\mathrm {p} }} ± {\displaystyle f_{\Delta }}, ce raisonnement néglige la distinction entre fréquence instantanée et fréquence spectrale. Le spectre harmonique d'un signal FM réel possède des composantes qui vont jusqu'à des fréquences infinies, bien qu'elles deviennent rapidement négligeables.

### Cas d'une modulation sinusoïdale

#### Développements et simplifications
Un cas intéressant à traiter est celui d’une modulation monochromatique, c’est-à-dire d’un signal modulant sinusoïdal.
{\displaystyle x_{m}(t)=A_{m}\cos(2\pi f_{m}t)}
Dans un tel cas, on peut développer l’intégrale du signal modulant dans l’expression du signal transmis {\displaystyle y(t)} précédemment exprimé dans le cas général :
{\displaystyle \int _{0}^{t}x_{m}(\tau )d\tau ={\frac {A_{m}\sin(2\pi f_{m}t)}{2\pi f_{m}}}}

Alors :
{\displaystyle y(t)=A_{p}\cos(2\pi f_{\mathrm {p} }t+{\frac {A_{m}}{f_{m}}}{f_{\Delta }}\sin(2\pi f_{\mathrm {m} }t))}
On peut alors introduire l’indice de modulation {\displaystyle \beta ={\frac {A_{m}}{f_{m}}}{f_{\Delta }}}, ce qui permet d’écrire plus simplement :
{\displaystyle y(t)=A_{p}\cos(2\pi f_{\mathrm {p} }t+\beta \sin(2\pi f_{\mathrm {m} }t))}
On peut finalement développer l’expression de {\displaystyle y(t)} à l’aide de la fonction de Bessel {\displaystyle J_{n}(\beta )}, ce qui permet de modéliser formellement l'occupation spectrale d'une modulation FM :

#### Modélisation à l’aide des fonctions de Bessel
Pour simplifier les calculs, il est plus simple de raisonner avec des complexes, soit, en notant {\displaystyle j} l’unité imaginaire :
{\displaystyle {\begin{aligned}{\underline {y}}(t)&=A_{p}e^{2j\pi f_{\mathrm {p} }t}e^{j\beta \sin(2\pi f_{\mathrm {m} }t)}\\&={\tilde {x}}(t)\cdot e^{2j\pi f_{\mathrm {p} }t}\end{aligned}}}
Où l’on a noté {\displaystyle {\tilde {x}}=A_{p}e^{j\beta \sin(2\pi f_{\mathrm {m} }t)}}, l’enveloppe complexe du signal modulé (la porteuse). Elle est périodique de fréquence {\displaystyle f_{m}} et peut donc être développée en série de Fourier :
{\displaystyle {\underline {\tilde {x}}}(t)=A_{p}\sum _{n=-\infty }^{+\infty }{\underline {C_{n}}}e^{2\pi jnf_{m}t}}
Avec les coefficients :
{\displaystyle {\begin{aligned}{\underline {C_{n}}}&=f_{m}\int _{-1/2f_{m}}^{1/2f_{m}}e^{j\beta \sin(2\pi f_{m}t)}e^{-2jn\pi f_{m}t}dt\\&={\frac {1}{2\pi }}\int _{-\pi }^{\pi }e^{-j(nx-\beta \sin x)}dx\end{aligned}}}
Cette dernière intégrale n’est autre qu’une fonction de Bessel du premier type, d’ordre {\displaystyle n} et d’argument {\displaystyle \beta }. Notre série de Fourier s’exprime donc simplement :
{\displaystyle {\underline {\tilde {x}}}(t)=A_{p}\sum _{n=-\infty }^{+\infty }J_{n}(\beta )e^{2j\pi nf_{m}t}}
Il ne reste plus qu’à remplacer ce résultat dans {\displaystyle {\underline {y}}(t)}, puis à prendre la partie réelle, pour obtenir le résultat final :

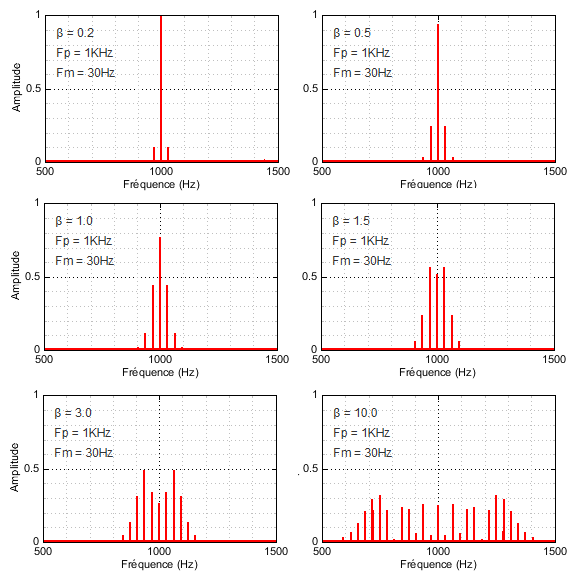
Spectre pour divers indices de modulation

Avec les notations suivantes :
| {\displaystyle A\,\!} : amplitude du signal                    | {\displaystyle J_{n}(\beta )\,\!} : fonction de Bessel de première espèce                                      |
| {\displaystyle f_{\mathrm {p} }\,\!} : fréquence porteuse      | {\displaystyle \beta ={\frac {A_{m}}{f_{m}}}{f_{\Delta }}\,\!} : indice de modulation                          |
| {\displaystyle f_{\mathrm {m} }\,\!} : fréquence de modulation | {\displaystyle n\,\!} : rang harmonique de {\displaystyle f_{\mathrm {m} }}, {\displaystyle n\in \mathbb {N} } |

En faisant varier {\displaystyle \beta }, on fait varier l'intensité de la modulation, donc l'écart entre la fréquence la plus grande et la plus petite, qui alternent à la fréquence {\displaystyle f_{\mathrm {m} }}.
Les coefficients {\displaystyle J_{n}(\beta )} peuvent être calculés à l'aide de la série suivante:
{\displaystyle J_{n}(\beta )=\sum _{k=0}^{\infty }{\frac {(-1)^{k}}{k!}}{\frac {\left({\frac {\beta }{2}}\right)^{n+2k}}{(n+k)!}}}

### Cas de la FSK
En FSK, le signal {\displaystyle x_{\mathrm {m} }} peut prendre un ensemble de valeurs discrètes {\displaystyle x_{i}} (par exemple deux dans les modulations binaires), ce qui donne pendant la transmission d'une valeur {\displaystyle x_{i}} :
{\displaystyle y(t)=A\cos \left[2\pi \int _{0}^{t}(f_{p}+f_{\Delta }x_{i})\,d\tau \right]=A\cos[2\pi (f_{p}+f_{\Delta }x_{i})t].}
On voit ainsi que la fréquence instantanée ne peut prendre qu'un ensemble discret de valeurs, une valeur pour chaque valeur {\displaystyle x_{i}} du signal à transmettre.
En pratique, la commande de la fréquence peut se faire au moyen d'une tension appliquée à un OCT (oscillateur contrôlé en tension) ou VCO (voltage-controlled oscillator), élément au cœur des générateurs de fonction actuels. La modulation d'un signal informatif numérisé, succession d'états haut et bas de durée variable, est transcrite en signal analogique après modulation. Le signal modulé présente des sauts de fréquence à chaque front du signal informatif.
Une technique de démodulation très courante utilise la boucle à verrouillage de phase. Associée à un système de décodage par circuits logiques, elle servit par exemple en téléphonie pour détecter la tonalité des signaux émis dans les systèmes de numérotation des claviers téléphoniques.

### Règle de Carson
De façon approchée, la règle de Carson indique qu'à peu près toute la puissance (~98 %) d'un signal modulé en fréquence est comprise dans la bande de fréquences :
{\displaystyle 2(f_{\Delta }+f_{\mathrm {max} }),}
où {\displaystyle f_{\Delta }} est la déviation maximale de la fréquence instantanée {\displaystyle f(t)} à partir de la fréquence de la porteuse {\displaystyle f_{\mathrm {p} }} (en supposant que {\displaystyle x_{\mathrm {m} }(t)} est dans l'intervalle [−1, 1]), et {\displaystyle f_{\mathrm {max} }} est la plus grande fréquence du signal à transmettre {\displaystyle x_{\mathrm {m} }(t)}.
Note : la modulation de fréquence peut être vue comme un cas particulier de la modulation de phase où la modulation en phase de la porteuse est l'intégrale temporelle du signal à transmettre.
Dans l'usage courant, la fréquence de modulation est toujours inférieure à la fréquence porteuse, mais ne pas suivre cette règle peut donner des résultats intéressants, notamment en synthèse sonore.